# Proantocianidine
Le proantocianidine sono una classe di polifenoli presenti in numerose varietà di specie botaniche. Chimicamente sono ripetizioni oligomeriche dei flavonoidi; molte infatti sono ripetizioni oligomeriche della catechina e dell'epicatechina e loro esteri dell'acido gallico.
Le proantocianidine sono state scoperte nel 1947 da Jacques Masquelier, il quale ha sviluppato e brevettato le tecniche per l'estrazione delle proantocianidine oligomeriche dalla corteccia di pino e dai semi d'uva.